# Адалґісел
Адалґісел (*Adalgisel, д/н —648) — мажордом Австразії у 633/634—639 роках.

## Життєпис
Походив зі знатного франкського роду. Про батьків нічого невідомо. За короля Дагоберта I отримав посаду герцога, але де саме невідомо. У 633 або 634 році в час сходження на трон сина останнього короля — Сігіберта III — отримав посаду мажордом Австразії, посунувши з неї Піпіна Ланденського. Причини цього достеменно невідомі. Можливо Адалгісела призначив ще Дагоберт I з метою послабити вплив Арнульфінгів.
З самого початку Адалгісел перебрав владу в королівстві. Керувати йому допомагав Куніберт, архієпископ Кельнський. У 639 році під час підготовки проти повсталих герцогств Тюрингії і Баварії проти Адалгісела було влаштовано змову, внаслідок чого той втратив свою посаду. Мажордомом знову призначено було Піпіна Ланденського.
У 640—641 роках брав участь у військовому поході мажордома Ґрімоальда Старшого проти Тюрингії та Баварії. Висловлювалася думка, що він загинув у поході до Тюрингії 642 року. Проте є згадка про Адалгісела у 644 році. Напевніше помер 648 року.

## Родина
- Бодогісел, герцог Оверні
- Рагенфрід, доместік